# Oleksàndrivka (Kherson)
|  | Per a altres significats, vegeu «Oleksàndrivka». |

Oleksàndrivka (en ucraïnès: Олександрівка) és un poble que es troba a la part oriental de l'óblast de Kherson. Segons el cens del 2001, la població era de 2.596 persones.
Fou fundat en 1754 pels cosacs.